# كيفن لونغ
كيفن لونغ (بالإنجليزية: Kevin Long)‏ (مواليد 18 أغسطس 1990 في كورك - جمهورية أيرلندا) لاعب كرة قدم أيرلندي يلعب حاليا لصالح نادي الدرجة الممتازة بيرنلي الإنجليزي منذ 2010 في مركز قلب الدفاع كما يجيد اللعب في مركز الظهير .

## روابط خارجية
- كيفن لونغ على موقع الاتحاد الأوربي (الإنجليزية)
- كيفن لونغ على موقع الدوري الأمريكي (الإنجليزية)
- كيفن لونغ على موقع قاعدة بيانات كرة القدم.إي يو (الإنجليزية)
- كيفن لونغ على موقع ناشيونال فوتبول تيمز (الإنجليزية)
- كيفن لونغ على موقع Soccerbase.com (لاعب) (الإنجليزية)
- كيفن لونغ على موقع Soccerway.com (الإنجليزية)
- كيفن لونغ على موقع عالم كرة القدم.نت (الإنجليزية)
- كيفن لونغ على موقع AS.com (الإسبانية)